# Harry Bradshaw (rugby à XV)
Pour les articles homonymes, voir Harry Bradshaw et Bradshaw.
Pas d'image ? Cliquez ici

a Compétitions nationales et continentales officielles uniquement.

b Matchs officiels uniquement.
Harry Bradshaw, né le 7 avril 1868 à Bramley dans le Yorkshire de l'Ouest et mort le 31 décembre 1910 à Halifax dans le Yorkshire de l'Ouest, est un joueur de rugby à XV anglais évoluant au poste d'avant pour l'équipe d'Angleterre. Il joue à sept reprises en sélection nationale. Il participe au tournoi britannique 1892 remporté par l'Angleterre en obtenant une triple couronne,.

## Carrière de rugby à XV
Harry Bradshaw honore sa première cape internationale quand il est retenu pour disputer le dernier match du tournoi britannique en 1892 face à l'équipe d'Écosse le 5 mars 1892 à Édimbourg. Lors du premier match du tournoi britannique 1894, les champions en titre gallois sont lourdement défaits par l'équipe d'Harry Bradshaw. Il inscrit un essai. Quand le Gallois Norman Biggs est interrogé pourquoi il n'avait pas réussi à arrêter Harry Bradshaw, Biggs répond: « Tackle him ? It was as much as I could do to get out of his way ! » (« Le plaquer ? Cela a déjà été assez difficile de ne pas être sur son chemin ! ».
Sur les 7 matchs disputés en équipe nationale, Harry Bradshaw l'emporte à trois reprises. Il dispute sa dernière rencontre internationale le 17 mars 1894 pour une opposition Écosse - Angleterre.

## Statistiques en équipe nationale
Harry Bradshaw dispute trois tournois britanniques et sept matchs avec l'équipe d'Angleterre. Il marque 5 points, soit deux essais.
| Année | Compétition         | Matchs | Points | Essais | Transf. |
| 1892  | Tournoi britannique | 1      | -      | -      | -       |
| 1893  | Tournoi britannique | 3      | 2      | 1      | -       |
| 1894  | Tournoi britannique | 3      | 3      | 1      | -       |
| Total | Total               | 7      | 5      | 2      | -       |

## Carrière de rugby à XIII
En 1895, les clubs du nord de l'Angleterre sont à l'origine d'une sécession et créent une fédération autonome, la Northern Rugby Football Union qui met en place le rugby professionnel, joué à 15 et appelé rugby league.
Le club d'Harry Bradshaw rejoint la Northern Rugby Football Union l'été 1896 et Harry Bradshaw change de code.